# Colobonema apicatum
Colobonema apicatum is een hydroïdpoliep uit de familie Rhopalonematidae. De poliep komt uit het geslacht Colobonema. Colobonema apicatum werd in 1961 voor het eerst wetenschappelijk beschreven door Russell. 